# Камель Шеблі
Камель Шеблі (араб. كمال الشبلي, фр. Kamel Chebli, нар. 9 березня 1954) — туніський футболіст, що грав на позиції захисника. По завершенні ігрової кар'єри — тренер.
Виступав, зокрема, за клуб «Клуб Африкен», а також національну збірну Тунісу.

## Клубна кар'єра
У дорослому футболі дебютував 1975 року виступами за команду «Клуб Африкен», кольори якої і захищав протягом усієї своєї кар'єри гравця, що тривала тринадцять років. З клубом двічі вигравав чемпіонат Тунісу, а також по разу національний кубок та суперкубок.

## Виступи за збірну
1976 року дебютував в офіційних матчах у складі національної збірної Тунісу.
У складі збірної був учасником Кубка африканських націй 1978 року в Гані та чемпіонату світу 1978 року в Аргентині.

## Кар'єра тренера
Розпочав тренерську кар'єру, повернувшись до футболу після невеликої перерви, 1993 року, очоливши тренерський штаб клубу «Монастір».
В подальшому очолював низку туніських клубів, а також працював за кордоном, будучи головним тренером оманського «Ан-Насра» (Салала), лівійського «Аль-Хіляля» (Бенгазі) та еміратського клубу «Дібба Аль-Хісн», а останнім місцем тренерської роботи був туніський клуб «Ла-Марса», головним тренером команди якого Камель Шеблі був протягом 2010 року.

## Титули і досягнення
- Чемпіон Тунісу (2):

«Клуб Африкен»: 1978/79, 1979/80
- Володар Кубка Тунісу (1):

«Клуб Африкен»: 1975/76
- Володар Суперкубка Тунісу (1):

«Клуб Африкен»: 1979